# Scott Haskin
Scott Russell Haskin (Riverside, California; 19 de septiembre de 1970) es un exjugador de baloncesto estadounidense que jugó durante una temporada en la NBA, con Indiana Pacers. Con 2.11 metros de estatura, jugaba en la posición de ala-pívot.

## Trayectoria deportiva

### Universidad
Haskin se matriculó en la Universidad de Oregon State, donde pasó cuatro temporadas. Sin embargo, tuvo que completar su ciclo en cinco años. En su primera temporada apenas gozó de minutos. Fue en la temporada 1989-90 cuando comenzó a tener protagonismo en los Beavers con 8.2 puntos y 4.8 rebotes. Tras pasarse la 1990-91 de vacío, regresó al equipo como júnior en la 1991-92, demostrando un gran nivel con promedios de 18 puntos, 6.5 rebotes y 1.1 asistencias, en lo que fue su mejor temporada como jugador. En su año sénior sus números fueron de 16.7 puntos y 8.1 rebotes.
En total, durante su etapa con los Oregon State Beavers promedió 11.9 puntos y 5.6 rebotes.

### Profesional
Haskin fue elegido en el puesto 14 del Draft de la NBA de 1993 por Indiana Pacers. Con los Pacers sólo disputaría una temporada, la 1993-94, con promedios de 2 puntos y 2 rebotes en los 27 partidos que disputó.

## Estadísticas de su carrera en la NBA

### Temporada regular
| Temporada | Edad | Equipo         | Liga | P  | TIT | MIN | TC  | TCA | %TC  | 3P  | 3PA | %3P | TL  | TLA | %TL  | R.OF. | R.DEF. | REB | ASIS | ROB | TAP | PER | FP  | PTS |
| 1993-94   | 23   | Indiana Pacers | NBA  | 27 | 2   | 6.9 | 0.8 | 1.7 | .467 | 0.0 | 0.0 |     | 0.5 | 0.7 | .684 | 0.6   | 1.4    | 2.0 | 0.2  | 0.1 | 0.6 | 0.5 | 1.2 | 2.0 |
| Total     |      |                | NBA  | 27 | 2   | 6.9 | 0.8 | 1.7 | .467 | 0.0 | 0.0 |     | 0.5 | 0.7 | .684 | 0.6   | 1.4    | 2.0 | 0.2  | 0.1 | 0.6 | 0.5 | 1.2 | 2.0 |